# Denmark (Nuevo Brunswick)
Denmark es una parroquia canadiense situada en la provincia de Nuevo Brunswick.

## Superficie
Denmark tiene una superficie de 751,08 km².

## Demografía
En 2021, tenía 1424 habitantes, una densidad poblacional de 1,9 hab./km², y 677 viviendas.